# Ruhnu

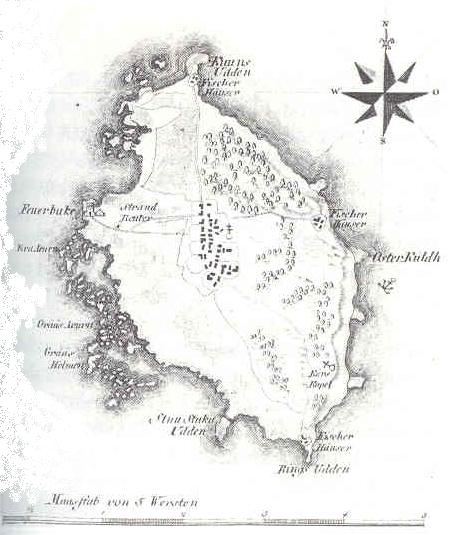
Mapa de Ruhnu de Ludwig August von Mellin, 1798.

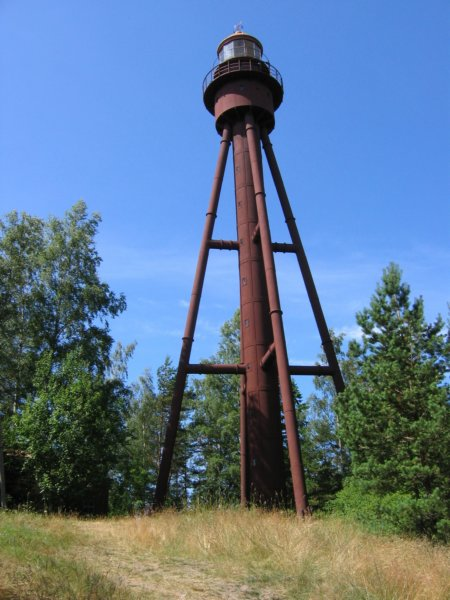
Faro de Ruhnu.

Ruhnu es una isla del mar Báltico en el golfo de Riga. La isla se encuentra bajo soberanía estonia y forma parte de la división administrativa del condado de Saare. Cuenta con una superficie total de 11,9 km² y una población de 71 habitantes en 2008. Hasta el año 1944 la isla estuvo poblada por suecos y eran las leyes tradicionales suecas las que regían en la isla.

## Historia
Los primeros indicios arqueológicos que revelan la presencia humana en Ruhnu datan del siglo -IV y está principalmente vinculada a la caza estacional de la foca. La fecha de llegada de los primeros escandinavos a Ruhnu y el comienzo del asentamiento permanente de población sueca es desconocido. Probablemente no sea anterior a las Cruzadas Bálticas de comienzos del siglo XIII mediante las cuales los indígenas de las tierras ribereñas del golfo de Riga fueron obligados a convertirse al cristianismo y fueron sometidos a la Orden Teutónica. El primer documento conservado que menciona la presencia de población sueca en la isla es una carta de 1341 enviada por el Obispo de Curlandia que confirma que los insulares tienen derecho a habitar la isla y administrar su propiedad según las leyes suecas.
Ruhnu estuvo ocupada por el Reino de Suecia (1691 a 1708, formalmente hasta 1721), después pasó a la soberanía rusa hasta la Primera Guerra Mundial, cuando el Imperio alemán tomó el control de la isla (1915-1918). Tras la guerra, a pesar de las iniciativas locales para reincorporarse a Suecia y a pesar del hecho de que Letonia reivindicaba el territorio, los insulares aceptaron formar parte de Estonia en 1919. Según un censo de 1934, Ruhnu tenía una población 282 habitantes, de los cuales 277 eran de origen sueco y 5 de procedencia estonia.
Durante la Segunda Guerra Mundial, al igual que el resto de Estonia, Ruhnu estuvo ocupado por la Unión Soviética (1940-1941), posteriormente por Alemania (1941-1944). En noviembre de 1943, un primer grupo de 75 habitantes fueron trasladados a Suecia. En agosto de 1944, poco después del inicio de la segunda ocupación soviética, el resto de la población excepto dos familias, huyen a bordo de un barco con destino a Suecia.
Algunos civiles de origen estonio repoblaron Ruhnu durante la segunda ocupación y la isla sirvió también como base para una pequeña guarnición del ejército soviético. Volvió a aumentar el número de habitantes aunque nunca sobrepasaría los 400, en los años 1970, después de que una tormenta afectara la isla, la mayoría de los habitantes fueron trasladados. Tras la independencia de Estonia en 1991 las tierras y propiedades fueron devueltas a sus legítimos propietarios la mayoría de los cuales residían en Suecia.

## Geografía
Ruhnu cuenta con una superficie total de 11,9 km², posee una longitud máxima de 5,5 km y una anchura de 3,5 km. Su punto más alto se encuentra en la colina Haubjerre que se eleva 25 m s. n. m. El punto más cercano a otro lugar de Estonia es la isla de Abruka situada a 24 km al noroeste. Pärnu se encuentra a 96 km al noreste. El punto más cercano al continente es el cabo Kolka, en la península de Curlandia (Letonia), que está a 37 km al suroeste. Alrededor de un tercio de la isla se encuentra cubierta por bosques, el resto se utiliza para la agricultura y el pastoreo.
La playa de Limo es una de las más accesibles y populares entre los turistas.

## Fauna y flora

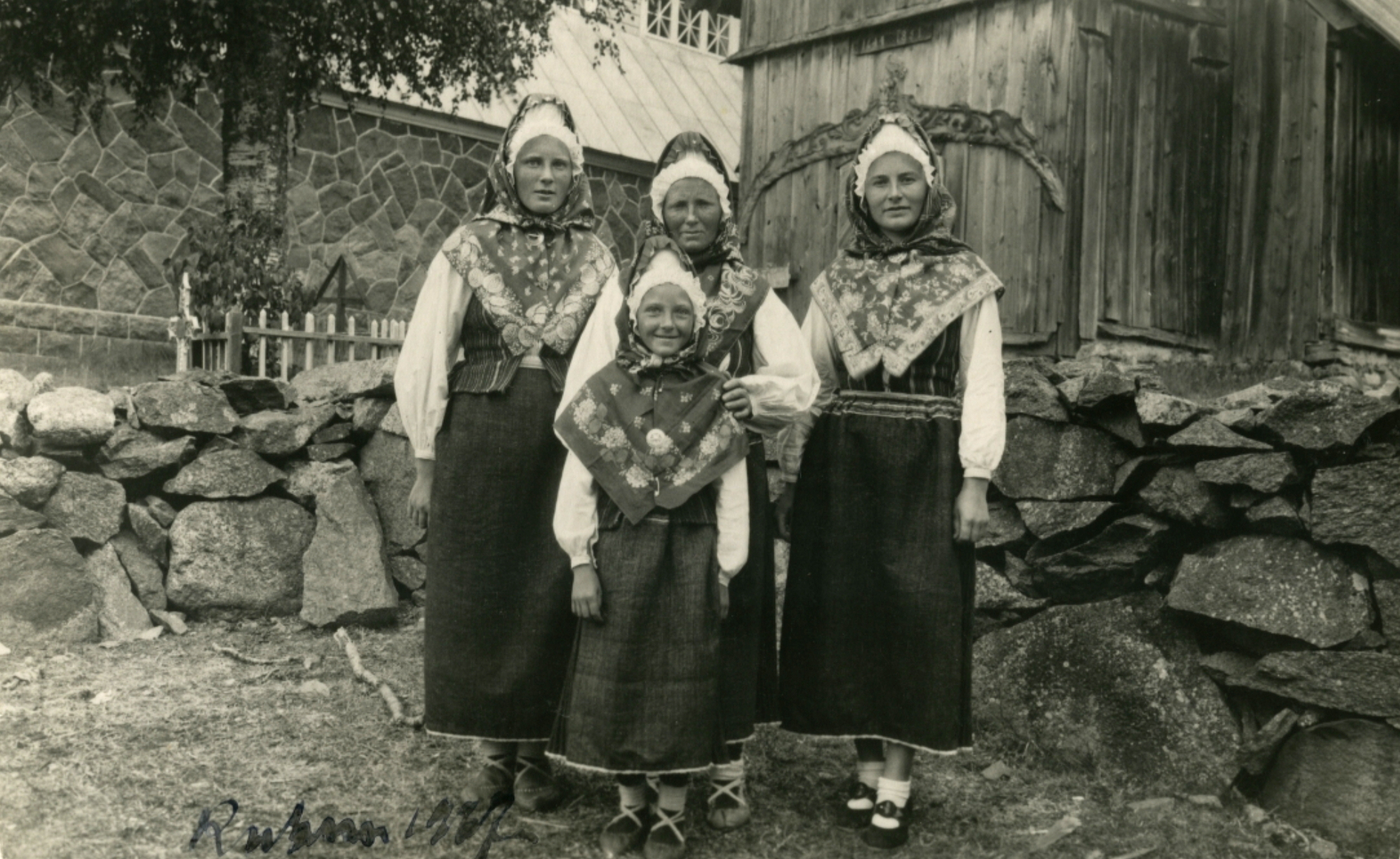
Mujeres Ruhnu vestidas con ropa típica, 1937.

En la isla se pueden encontrar algunas especies de animales como el ciervo, el zorro, la rata, el ratón doméstico, el sapo, la liebre, la ardilla, la rata topera. También se puede encontrar la foca gris, y en el mar el arenque, el salmón y la anguila.  
Ruhnu es el hábitat de una especie nativa de oveja, la Oveja Ruhnu Estona, (en estonio Eesti maalammas). Existen actualmente unos 33 miembros de esta especie en la isla, que son utilizados principalmente para la producción de lana.

## Demografía
Evolución de la población histórica de Ruhnu. 
| Año  | Población | Año  | Población | Año  | Población |
| ---- | --------- | ---- | --------- | ---- | --------- |
| 1624 | 113       | 1782 | 249       | 1908 | 270       |
| 1627 | 122       | 1791 | 240       | 1920 | 283       |
| 1663 | 200       | 1826 | 363       | 1922 | 271       |
| 1710 | 293       | 1842 | 389       | 1934 | 282       |
| 1711 | 80        | 1849 | 377       | 1939 | 289       |
| 1733 | 159       | 1852 | 383       | 1947 | 180       |
| 1739 | 173       | 1858 | 362       | 1966 | 213       |
| 1744 | 193       | 1881 | 285       | 1979 | 52        |
| 1753 | 185       | 1897 | 267       | 1991 | 56        |

## Lugares de interés

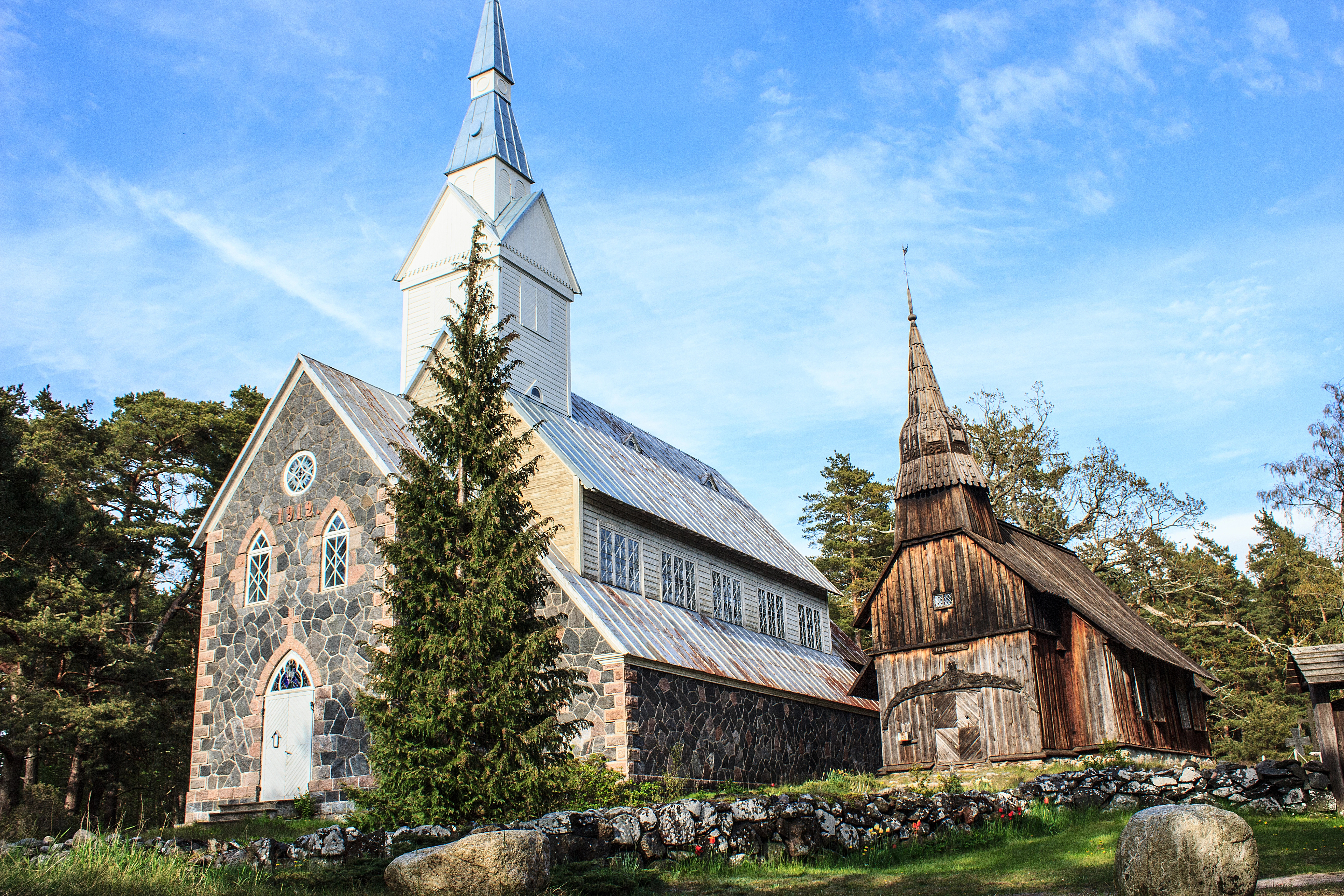
Antigua iglesia luterana de Ruhnu.

El primer faro de Ruhnu fue construido por los suecos en 1646. El actual faro está situado en la colina Haubjerre, el punto más alto de la isla. El faro, diseñado por Gustave Eiffel, es de hierro. Posee una torre central y cuatro patas de apoyo, fue prefabricado en Francia y trasladado en barco a Ruhnu donde se ensambló en 1877. Posee una altura de 39,5 metros, su extremo superior se encuentra a 65 metros sobre el nivel del mar.
Uno de los edificios de madera más antiguos de Estonia es una iglesia construida en la isla en 1644. Su torre de estilo barroco fue finalizada en 1755. Al lado de esta iglesia se encuentra otra de piedra levantada en 1912, que es la que actualmente acoge los servicios religiosos. 
El museo de Ruhnu fue fundado en 1990, entre otras cosas alberga una colección de utensilios, utilizados en la vida cotidiana de los antiguos habitantes de la isla. 
Ruhnu posee una escuela y una biblioteca. Además se celebra anualmente un festival cultural sueco.

## Transporte
Ruhnu posee un pequeño aeródromo y un puerto. La isla está comunicada con Kuressaare y Pärnu mediante un vuelo semanal en invierno que aumenta a dos en verano operado por la compañía alemana Luftverkehr Friesland Harle, así como por un transbordador, operativo en verano. El único transporte de la isla es un minibús utilizado con fines turísticos.

## Curiosidades
En la primavera de 2006 un oso pardo de 150 kg llegó a la isla atravesando el golfo de Riga en un témpano de hielo desde Letonia, a unos 40 km. A pesar de los intentos por capturarlo se cree que el oso regresó por sí mismo. Este hecho, muy divulgado en la prensa báltica, contribuyó a un aumento significativo de turistas. En abril de 2007 la empresa productora de chocolate más importante de Letonia Laima regaló a los isleños un oso de chocolate de 40 kg.